# Consecuencias de la guerra del Pacífico
La Guerra del Pacífico (1879-1884) produjo muchas consecuencias diferentes entre los beligerantes; Perú y Bolivia cedieron territorios definitivamente y temporalmente; Chile se apropió de territorios y sus nuevos recursos naturales.

## Políticas
- Utilización de la imagen enemiga en los tres países (Guerra de don Ladislao, Guerra del Gas (Bolivia))

### En Bolivia
- Fin del caudillismo militar en Bolivia
- Hubo afecto emocional de un trauma colectivo[1]
- Elemento propagandístico para el nacionalismo boliviano[1]
- Válvula de escape para los problemas individuales, colectivos y nacionales del país[1]
- Una herramienta efectiva de lucha electoral[1]
- Decisión de no permitir el desmembramiento territorial sin resistencia[1]
- Vencer los problemas socioeconómicos del país[1]
- Abolición del pago de tributo indígena a los habitantes originarios en la región del Litoral
- Irredentismo boliviano.
- perdida de territorio

### En Perú
- 191 000 km cuadrados de territorio perdidos
- Irredentismo peruano (Provincias Cautivas)
- Una gran deuda externa.

### En Chile
- Los mineros del nitrato de Chile fueron los primeros gremios chilenos en crear —pese a obstáculos inmensos— la unidad y la práctica militante que a menudo caracterizaban a las comunidades mineras bastante aisladas. En Chile, fueron las organizaciones políticas y económicas de los mineros, y no las de los artesanos de los pequeños talleres de Santiago, las que más adelante darían forma al movimiento obrero[2] crearon las revoluciones de los obreros ya que los mineros tenían el poder en esos tiempos.

## Económicas.
- Auge económico en Chile
- Traspaso de la propiedad a capitales británicos
- Pago de deudas peruanas reguladas por el Tratado de Ancón
- Devolución de bienes embargados a chilenos en Perú y Bolivia
- Contrato Grace
- Reconstrucción Nacional
- Abolición del pago de tributo indígena a los habitantes originarios en la región del Litoral

### Reclamaciones por daños a neutrales
Otro tema surgido inmediatamente finalizada la guerra, fue el de los daños causados por las acciones de guerra a las propiedades nacionales de países neutrales. En 1884 se constituyeron los Tribunales Arbitrales cada uno con tres jueces, uno nombrado por Chile, otro nombrado por el país del demandante, y el último juez nombrado por Brasil para juzgar sobre reclamaciones de ciudadanos de Gran Bretaña (118), Italia (440), Francia (89) y Alemania.
El tribunal italiano acogió demandas de ciudadanos belgas y el tribunal alemán de ciudadanos austriacos y suizos. Ciudadanos españoles se entendieron directamente con el Estado de Chile y los estadounidenses no se acogieron a la medida en aquel entonces. De acuerdo a las normas internacionales para aquel entonces vigentes, fueron desatendidos los casos en que:
- Los extranjeros tenían residencia habitual en los países beligerantes.
- El lugar en cuestión había sido zona de combate (el caso de Chorrillos, Arica, Miraflores, Pisagua y Tacna).
- Los daños habían sido causados por soldados fuera de la jerarquía (desertores, perdidos).

Solo un 3,6 % de la cantidad demandada fue concedida por los tribunales.

## Sociales
- Antichilenismo
- Descubrimiento de la no incorporación de la población indígena peruana a la sociedad.
- El costo del conflicto en vidas humanas fue alto, sobre todo en lo que se refiere a pérdidas de vidas civiles. Si bien, no existe una cifra históricamente aceptada del número de víctimas del conflicto, este alcanza promedialmente los 14 000 muertos, entre civiles y militares, a lo largo y a consecuencia de la guerra del Pacífico

## Internacionales
- Creciente tensión entre Chile y Argentina
- Pactos de Mayo: Argentina no debe intervenir en asuntos del Pacífico
- Descubrimiento de la incapacidad naval estadounidense en América del Sur
- Fallo del Tratado de Ancón para definir soberanía sobre Tacna y Arica
- Chilenización de Tacna y Arica
- Se logra derrotar a Bolivia y Perú

### Negociaciones entre Bolivia y Chile para definir nueva frontera
Con la anexión chilena del litoral boliviano, el país perdió su única salida soberana al Océano Pacífico quedando relegada a una condición de mediterraneidad. Junto con perder los puertos de Antofagasta y Cobija, perdió el acceso a recursos naturales como el salitre y el cobre, cuyos principales yacimientos se encuentran en dicha zona.
Con el propósito de suplir de alguna manera la carencia de una salida propia al mar de Bolivia, el Tratado de 1904 obliga a Chile a construir un ferrocarril de Arica a La Paz, conceder a Bolivia créditos de hasta 5 % para la construcción de otras líneas férreas en territorio boliviano, concederle un derecho de libre tránsito por su territorio y puertos en el Pacífico, y entregarle 300 mil libras esterlinas.
A lo largo del siglo XX, Bolivia ha reclamado una salida soberana al mar, argumentando que su característica de mediterraneidad ha sido un importante impedimento para su desarrollo económico y social. Chile, por otro lado, desconoce estas reclamaciones argumentando lo establecido en los tratados firmados entre ambos países.
En diversas ocasiones se ha tratado de llegar a acuerdos para solucionar el conflicto diplomático, entre las que destaca la década de los años 1970, cuyo punto cúlmine fue el Acuerdo de Charaña, firmado en 1975 por los dictadores Hugo Banzer y Augusto Pinochet.En 2015 el proceso fue llevado por Bolivia al Tribunal Supremo de La Haya, que se declaró competente para conocer la demanda boliviana basada en derechos expectaticios.

## Mitos
Según Rafael Mellafe Maturana, la escasez de información rápida y filedigna, la lentitud en las comunicaciones, el analfabetismo y algunos sectores que buscaban favorecer sus intereses, contribuyeron a la creación de mitos sobre la guerra, algunos de los cuales todavía persisten. Entre ellos podemos contar:
1. el mito de la ayuda inglesa a Chile[4][5]
2. el mito de que la Compañía de Salitres y Ferrocarriles de Antofagasta era una empresa inglesa[6]
3. el mito de la Chupilca del diablo
4. el mito de la participación chilena en el atentado que le causó posteriormente la muerte al presidente estadounidense James A. Garfield[7][8]
5. el mito de que Patricio Lynch era un mercenario británico[9]

El caso de la veneración en Chile por Arturo Prat, William Sater lo llama "un santo secular", no es un mito pues tiene un testimonio histórico y no es trascendente.

## Cambios territoriales
Los tres países no llegaron a acuerdos limítrofes sino hasta 1904 y 1929. Hasta entonces los territorios pasaron por diferentes estatus. Al final de la guerra todos los territorios al sur del río Sama estaban ocupados por Chile.
- Tarapacá fue cedida por Perú a Chile en el tratado de Ancón en 1883.
- Por el mismo, quedaron Tacna y Arica bajo administración chilena.
- La franja entre los paralelos 23°S y 24°S no fue mencionada en el tratado de tregua de 1884 entre Bolivia y Chile, de esa manera Bolivia aceptó la anexión chilena de la franja. La franja boliviana entre el 23°S y la frontera peruana quedó bajo administración chilena.
- La Puna de Atacama fue cedida por Bolivia a Argentina y Chile en 1901.
- Tarata fue devuelto a Perú en 1925.
- Por el tratado de 1929, Tacna fue devuelta a Perú y Arica en quedó bajo soberanía chilena.

## Culturales

### Pende
- Adiós al séptimo de línea, serie de televisión chilena
- Caliche Sangriento, película chilena de 1969 dirigida por Helvio Soto
- Amargo mar, película boliviana de 1984 dirigida por Antonio Eguino
- Epopeya (miniserie), documental chileno sobre la guerra
- Gloria del Pacífico, película peruana de 2014 dirigida por Juan Carlos Oganes

### Escultura
En Chile
- Cristo de la Concordia[10]
- La Ciudad de Arica al Héroe de Iquique[11]
- Monumento a Arturo Prat Chacón y a las Glorias Navales Chilenas[12]
- Monumento a los Héroes de Iquique (Santiago)
- Monumento a los Héroes de Iquique (Valparaíso)
- Monumento a los Héroes de la Concepción
- Monumento a Prat[13]
- Monumento al general Baquedano
- Monumento al soldado desconocido (Arica)

En Perú
- Arco Parabólico (Tacna)
- Complejo Monumental Alto de la Alianza (Tacna)
- Monumento a Francisco Bolognesi (Lima)
- Monumento a Miguel Grau Seminario (Lima)
- Monumento al soldado desconocido (Lima)

### Literatura
- La Guerra del Pacífico y su impacto en la literatura, William E. Arrillaga, San Jose State University
- Adiós al Séptimo de Línea (novela), 1965 Novela chilena de Jorge Inostrosa.
- Destino de los libros expoliados de la Biblioteca Nacional de Perú

### Música
- Adiós al Séptimo de Línea
- Los viejos estandartes

## Militares
- Llegada de instructores militares alemanes a Chile
- Llegada de instructores militares alemanes a Bolivia
- Llegada de instructores militares franceses a Perú
- Guerra de don Ladislao
- Hipótesis 3v del Ejército de Chile